# Myiagra ruficollis
Myiagra ruficollis е вид птица от семейство Monarchidae.

## Разпространение
Видът е разпространен в Австралия, Индонезия, Източен Тимор и Папуа Нова Гвинея.